# Минаевский
Минаевский — хутор в Серафимовичском районе Волгоградской области. Входит в состав Трясиновского сельского поселения.

## География
Хутор расположен на западе области. На хуторе имеется одна улица: Ольховая.

## Население
| 2010 |
| ---- |
| 7    |

## Инфраструктура
Личное подсобное хозяйство.

## Транспорт
Просёлочные дороги. По ним возможно выехать на автомобильную дорогу «Михайловка (км 15) - Серафимович — Суровикино» (идентификационный номер 18 ОП РЗ 18А-2) (Постановление Администрации Волгоградской обл. от 24.05.2010 N 231-п (ред. от 26.02.2018) «Об утверждении Перечня автомобильных дорог общего пользования регионального или межмуниципального значения Волгоградской области»).